# Parti social-démocrate (Roumanie)
Pour les articles homonymes, voir PSD, Parti social-démocrate et Parti social-démocrate roumain.
Le Parti social-démocrate (en roumain : Partidul Social Democrat, abrégé en PSD) est l'un des principaux partis politiques roumains, de type social-démocrate, membre du Parti socialiste européen (PSE) et de l'Internationale socialiste (IS). 
Il est le successeur direct du PCR (Parti communiste roumain). Son avatar, le FSN/FDSN/PDSR/PSD, a ordonné les violences commises contre les civils lors du coup d’Etat de décembre 1989 (aussi appelé Révolution roumaine de 1989), lors des Minériades et lors des manifestations du 10 août 2018[réf. nécessaire]. De même, il a freiné le travail de la justice sur ces trois grands dossiers[réf. nécessaire]. Le PSD incarne toujours le premier, le second et le troisième échelon de l'ancien PCR[réf. nécessaire]. 
Le parti est successivement présidé par Ion Iliescu (fondateur), Oliviu Gherman, Ion Iliescu (encore une fois), Adrian Năstase, Mircea Geoană, Victor Ponta, Liviu Dragnea, Viorica Dăncilă puis Marcel Ciolacu.

## Histoire

### Du FDSN au PSD
Le 7 avril 1992, la lutte interne au Front de salut national (en roumain : Frontul Salvării Naţionale, FSN), le parti issu de la révolution de 1989, entre la ligne orthodoxe menée par Ion Iliescu et la ligne réformiste de Petre Roman, élu président du parti en mars de la même année, conduit le groupe d'Iliescu à se retirer du FSN et à créer le Front démocratique de salut national (en roumain : Frontul Democrat al Salvării Naționale, FDSN).
Le FDSN remporte les élections législatives de 1992, et Iliescu est réélu président la même année. De 1992 à 1996, le parti dirige le gouvernement roumain à la tête du « quadrilatère rouge » du Premier ministre Nicolae Văcăroiu, comprenant en plus du FDSN :
- le Parti de l'unité nationale roumaine (PUNR), parti nationaliste dirigé par Gheorghe Funar ;
- le Parti de la Grande Roumanie (PRM), parti nationaliste fondé et présidé par Corneliu Vadim Tudor ;
- le Parti socialiste du travail (PSM), parti d'extrême gauche issu du PCR et dirigé par Ilie Verdeț (Premier ministre de Ceaușescu de 1979 à 1982).

Néanmoins, jusqu'en 1994 et l'entrée de membres du PUNR au gouvernement, seuls les sociaux-démocrates occupent des postes ministériels. Le PRM n'est quant à lui, jamais représenté au gouvernement, mais obtient des postes dans la haute administration.
Le 10 juillet 1993, le FDSN fusionne avec quatre petits partis de gauche : le Parti démocratique socialiste de Roumanie (en roumain : Partidul Socialist Democratic din România), le Parti républicain (en roumain : Partidul republican), le Parti coopératif (en roumain : Partidul Cooperatist) et le Parti de la solidarité sociale (en roumain : Partidul Solidarității Sociale). Ensemble ils donnent naissance au Parti de la démocratie sociale de Roumanie (en roumain : Partidul Democrației Sociale din România, PDSR).
Le mois de novembre 1996 voit la chute du PDSR, celui-ci perdant consécutivement les élections législatives, au profit d'une coalition de centre droit, la Convention démocratique roumaine (en roumain : Convenţia Democrată Română, CDR), et l'élection présidentielle, Ilescu ne rassemblant que 45 % des suffrages face au candidat de la CDR, Emil Constantinescu. À l'opposé, novembre 2000 est un mois de succès pour le parti. À la tête d'une coalition nommée le Pôle social démocratique de Roumanie (avec le Parti social démocrate roumain (PSDR), anciennement allié avec le PD-FSN, et le Parti humaniste roumain (PUR), remporte un tiers des voix aux élections législatives et forma le gouvernement de Adrian Năstase, alors qu'Iliescu décroche un troisième mandat lors de l'élection présidentielle avec 66 % des suffrages face à Corneliu Vadim Tudor.
Le 16 janvier 2001, le PDSR et le PSDR fusionnent au sein d'une nouvelle formation, le Parti social-démocrate (PSD).

### Entre gouvernement et opposition
En novembre 2004, Adrian Năstase, Premier ministre sortant et candidat du PSD, termine en tête du premier tour de l'élection présidentielle, mais est battu au second tour par Traian Băsescu de l'Alliance justice et vérité. Aux élections législatives de la même année, le PSD arrive en tête des suffrages mais sans majorité au parlement, il est repoussé dans l'opposition, laissant la place au gouvernement Popescu-Tăriceanu (PNL-PD-UDMR-PUR).

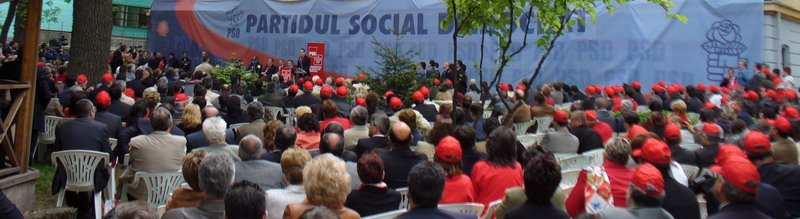
Meeting du PSD à l'occasion de la venue de Poul Nyrup Rasmussen, président du PSE

Considéré comme un jeune réformateur, Mircea Geoană est élu président du parti en avril 2005 lors d'un congrès organisé à Bucarest. Sa victoire représente une défaite surprise pour l'ancien président, du parti et du pays, Ion Iliescu, qui s'attend à vaincre Geoană haut la main. La victoire de Geoană est attribuée par les médias au soutien de dernière minute apporté par des responsables du parti opposés à Iliescu, ainsi qu'aux gaffes faites par Iliescu lors de ce congrès, notamment l'utilisation de termes rappelant la période communiste pour désigner ses collègues.
Lors des élections législatives de 2008, le PSD, allié au Parti conservateur (nouvelle dénomination du Parti humaniste), termine premier du scrutin en rassemblant un tiers des suffrages. Néanmoins, du fait du mode de scrutin, le Parti démocrate-libéral (PDL) remporte un siège de député et deux de sénateurs de plus que le PSD, ce qui lui permet de former le nouveau gouvernement, dirigé par Emil Boc et rassemblant jusqu'au 1er octobre 2010 le PSD et le PDL. À cette date, l'ensemble des ministres sociaux-démocrates démissionnent, à la suite de la révocation du ministre de l'intérieur, Dan Nica, et le PSD vota avec le Parti national libéral (PNL) et l'Union démocrate magyare de Roumanie (UDMR) une motion de censure contre Emil Boc, afin de le remplacer par le maire de Sibiu, et président du Forum démocratique des Allemands de Roumanie, Klaus Iohannis. Néanmoins cette nomination est refusée par le président Băsescu et la désignation d'un nouveau premier ministre doit attendre l'élection présidentielle. Lors de cette élection, Băsescu bat Geoană au second tour avec seulement 0,67 point d'avance. Un second gouvernement Boc est alors nommé dans la foulée, soutenu par le PDL, l'UDMR et l'Union nationale pour le progrès de la Roumanie (UNPR), une dissidence du PSD qui refuse la rupture avec le PDL.
À la tête de l'opposition, le PSD se choisit un nouveau président en 2010, Victor Ponta battant Geoană. L'année suivante le PSD, forme une alliance électorale avec le PNL et le PC, l'Union sociale-libérale (USL), dans la perspective des élections futures. En mai 2012, dans un contexte de très grande impopularité pour le gouvernement gouvernement Ungureanu, l'USL parvient à faire voter grâce au soutien d'UDMR et de l'UNPR, pourtant membre du gouvernement, une motion de censure contre Mihai Răzvan Ungureanu. Ponta forme alors un gouvernement composé de l'USL, qui remporte près de 60 % des suffrages lors des élections législatives de novembre 2012, et les deux tiers des sièges au Parlement. Néanmoins, l'USL disparait en février 2014, à la suite du départ des ministres libéraux-nationaux du gouvernement, mais Ponta peut toutefois demeurer Premier ministre et former un troisième gouvernement, auquel prend part l'UDMR, jusque-là dans l'opposition. 
Lors des élections européennes de 2014, l'alliance du PSD, du Parti conservateur et de l'Union nationale pour le progrès de la Roumanie au sein de l'Union sociale-démocrate, termine premier en remportant 37,6 % des votes et fait élire 16 députés.
Après sa défaite à l'élection présidentielle roumaine de 2014 face au libéral Klaus Iohannis, Ponta forme un quatrième et dernier gouvernement. Il démissionne en novembre 2015. Le PSD retourne cependant au pouvoir après les élections législatives roumaines de 2016. S'ensuit une seconde cohabitation houleuse avec Iohannis. Le président du PSD, Liviu Dragnea, qui a succédé entre-temps à Ponta, ne pouvant, du fait d'une condamnation pénale, briguer que le perchoir de la Chambre des députés, la fonction de Premier ministre est successivement occupée par Sorin Grindeanu, Mihai Tudose puis Viorica Dăncilă.

### Crise et résultats historiquement faibles de 2019 et 2020
Début 2019, quelques mois après le départ de l'ancien Premier ministre Victor Ponta du parti, de nombreux cadres exclus du parti depuis l'arrivée en 2016 à sa tête de Liviu Dragnea, comme l'autre ancien chef du gouvernement Mihai Tudose, rejoignent son nouveau parti, Pro Romania.
Le 12 avril 2019, le PSD est suspendu du Parti socialiste européen.
Après l'incarcération de Liviu Dragnea pour abus de pouvoir, Viorica Dăncilă est élue à la présidence du PSD en mai 2019 par le congrès du parti. Avec la défection de son partenaire de l’ALDE — après que son président, Călin Popescu-Tăriceanu, n’a pas obtenu le soutien du PSD en vue de l’élection présidentielle —, elle est renversée avec son gouvernement par le Parlement le 10 octobre suivant, la quatrième motion de censure déposée à son encontre ayant été adoptée,. Le libéral Ludovic Orban lui succède le 4 novembre.
Largement battue au second tour de l'élection présidentielle par Klaus Iohannis en réalisant le pire score du PSD de son histoire, Viorica Dăncilă relativise l'importance de son échec et refuse de démissionner, appelant à l'organisation d'un congrès national afin de trancher la question. Mais la défection de ses soutiens et le retour de Gabriel Oprea au PSD fragilisent sa position,. Elle démissionne finalement le 27 novembre ; Marcel Ciolacu, président de la Chambre des députés, lui succède par intérim. Oprea est exclu dans la foulée.
Aux élections législatives de 2020, le parti garde sa première place, mais est en lourde baisse avec 28,9 % des voix. Ce résultat mène le PSD dans l'opposition, alors que le gouvernement Cîțu est formé par trois partis. 

### Dans l'opposition au gouvernement Cîțu (2020-2021)
Après l'élection du nouveau gouvernement, le parti remonte rapidement dans les sondages, à environ 35 % d’intentions de vote. Il critique la vaccination contre la Covid-19, alors que seul un tiers des Roumains se sont fait vacciner.

### Retour au gouvernement (depuis 2021)
Une motion de censure, déposée par le PSD, est votée à l'encontre du gouvernement Cîțu le 5 octobre suivant par le Parlement, avec le soutien de l'Union sauvez la Roumanie (USR) — précédemment membre de la coalition gouvernementale — et de l'Alliance pour l'unité des Roumains (AUR).
Le 12 novembre, après plusieurs semaines de négociations, le PNL, le PSD et l'UDMR concluent une entente de base pour la formation d'un gouvernement de coalition, alors que des questions restent à résoudre, comme le nom du Premier ministre ou le principe d'une rotation à la tête du gouvernement. Un accord de coalition est obtenu le 21 novembre sur le principe d'une rotation entre les deux partis après 18 mois entre Nicolae Ciucă et le président du PSD, Marcel Ciolacu, ainsi que sur la répartition des ministères.

## Organisation interne

### Organisation
Le président du parti conduit l'activité générale du parti, du comité exécutif national et du bureau permanent national; et est responsable devant le congrès national. Il est élu à bulletin secret par le congrès pour un mandat de quatre ans.
Le président d'honneur est également élu par le congrès pour un mandat de cinq ans, parmi des personnalités reconnues du parti. Il participe aux activités des organes nationaux de direction du parti, et y détient un droit de vote.
Le secrétaire général s'occupe des services fonctionnels au niveau central et des relations avec les organisations locales. Il coordonne également le secrétariat exécutif du parti, formé de sept à neuf secrétaires exécutifs. Ceux-ci sont désignés par le Comité exécutif national, sur proposition du président, après consultation du secrétaire général.
Le bureau permanent national est composé du président, du président d'honneur, du secrétaire générale et des vice-présidents du parti. Mais y participent aussi régulièrement le président du conseil national, les chefs des groupes parlementaires, les présidents des organisations de jeunes et de femmes, le trésorier, le directeur de l'Institut social-démocrate, le représentant des présidents de județe, le représentant des maires et le représentant de la Ligue national des maires et conseillers PSD. Il se réunit chaque semaine, généralement le lundi, et constitue l'organe de gestion courante du parti.
La commission nationale d'arbitrage et d'intégrité morale veille à l'application et au respect des statuts du parti. Elle constitue l'organe juridique du parti. Elle est composée de huit membres élus par le Congrès pour une durée de quatre ans.
Le comité exécutif national coordonne l'activité du parti entre les sessions du conseil national. Il s'occupe des questions relatives au programme, à la stratégie électorale, aux alliances politiques et électorales, à la composition du gouvernement, aux désignations des candidats pour les élections et aux relations avec les autres partis et les organisations patronales et syndicales. Il est formé du président, du président d'honneure, du secrétaire général, des vice-présidents, du président du conseil national, des présidents des organisations locales et des présidents des organisations de jeunes et de femmes. Il se réunit systématiquement tous les deux mois.
Le conseil national est l'organe de direction du parti entre deux congrès. Il est constitué de maximum 751 membres, élus parmi les candidats proposés par les fédérations locales ou par le congrès. Il est élu et révoque à bulletin secret, son président et son trésorier, valide la composition du comité exécutif national et du bureau permanent national, décide des alliances politiques et répond de l'organisation des campagnes électorales. Les députés, sénateurs et eurodéputés, qui n'en sont pas membre, y participent sans droit de vote.
L'organe suprême de direction du parti est le congrès, qui se tient une fois tous les quatre ans. Il composé de délégués élus, à bulletin secret, par la conférences des fédérations locales, et adopte et modifie les statuts et le programme politique du parti, stabilise ses orientations et sa stratégie pour les quatre années suivantes. Il élit également le président, les vice-présidents, le secrétaire général du parti et les autres membres du conseil national, de la commission d’arbitrage et d'intégrité morale, de la commission nationale de contrôle financier. Enfin, il désigne les candidats du parti au poste de président de la république et de premier ministre.

### Associations liées au parti
- La Jeunesse sociale-démocrate (en roumain : Tineretul Social Democrat, TSD), qui rassemble tous les membres du PDS de moins de 35 ans. Elle est membre de l'Union internationale de la jeunesse socialiste et d'ECOSY, son équivalent européen.
- La Ligue des étudiants (en roumain : Liga Studenților Social-democrați, LSSD)
- La Ligue des élèves (en roumain : Liga Elevilor, LESD)
- La Ligue des jeunes entrepreneurs sociaux-démocrates (en roumain : Liga Tinerilor Întreprinzători Social Democrați, LTÎSD)
- L'Organisation des femmes (en roumain : Organizația de Femei) rassemble toutes les femmes membres du parti.
- La Ligue des retraités (en roumain : Liga Pensionarilor) rassemble les membres du PSD à la retraite.

### Institut social-démocrate Ovidiu Șincai
L'Institut social-démocrate Ovidiu Șincai (en roumain : Institutul Social Democrat Ovidiu Șincai) est une fondation politique proche du PSD s'intéressant à la révolution de 1989 et à la « modernisation de la société et de la social-démocratie roumaine et européenne ». Il joue vis-à-vis du parti un rôle de think tank.

## Positionnement
Selon l'historien Ioan Stanomir (ro), le PSD est un « parti conservateur dénué de toute idéologie de gauche ».

## Controverses
Le PSD est souvent critiqué par ses opposants en raison de la présence d'anciens responsables du Parti communiste roumain parmi les cadres du parti et pour avoir prétendument tenté de contrôler les médias roumains. Un certain nombre de ses membres ont également été accusés de corruption, d'ingérence dans le système judiciaire et d'utilisation de leurs positions politiques pour un enrichissement personnel. À la fin des années 2010, le membre fondateur Ion Iliescu fait l'objet de poursuites pour crimes contre l'humanité pour avoir provoqué les fusillades de 1989 et d'être à l'origine de la minériade de juin 1990, alors que l'ancien président du parti Liviu Dragnea est condamné pour fraude électorale et incitation à des abus de pouvoir et inculpé pour avoir formé un « groupe criminel organisé ».
L'héritage idéologique de l'ancien Parti communiste roumain est revendiqué par deux petites formations classées à l'extrême gauche : le Parti socialiste roumain et le Parti communautaire de Roumanie, mais étant donné qu'en 1990 la plupart des anciens hauts responsables du PCR, de l'État communiste et de ses organes directeurs ont adhéré au Front du salut national dont l'actuel PSD est issu, ses opposants politiques lui reprochent régulièrement d'être le véritable héritier de l'ancien Parti communiste et de ses pratiques (un dicton populaire de l'époque de la période communiste était que « PCR » signifiait pile, combinații, relații soit « piston, magouilles, relations »,). Ainsi, plusieurs membres importants du PSD ont été accusés de corruption, d'interférence sur le système judiciaire, et d’abus de biens sociaux.
Certains membres du parti ont parfois eu recours à un « antisémitisme utilitaire ». Autrement-dit, sans forcément être eux-mêmes antisémites, mais pensant que leurs électeurs l'étaient, ils ont usé de stéréotypes antisémites pour servir leurs propres intérêts politiques au détriment de ceux du parti et du pays. Ainsi le sénateur PSD Dan Șova, alors porte-parole du PSD, déclara le 5 mars 2012 « qu'aucun Juif ne souffrit sur le territoire roumain, grâce au maréchal Antonescu », or la Roumanie a officiellement reconnu que le régime d'Antonescu, le « Pétain roumain » comme il se qualifiait lui-même, est directement responsable de l'extermination de 250 000 Juifs roumains (près de 400 000 d'entre eux ont été déportés et tués, mais pas tous par le régime Antonescu, car le régime hongrois horthyste en Transylvanie et les Einsatzgruppen nazis en Transnistrie ont aussi leur part de responsabilité). L'Institut national pour l'étude de l'Holocauste en Roumanie « Elie Wiesel » a alors exprimé son indignation face aux déclarations de Şova qui a dû revenir sur ce propos et formuler des excuses publiques tandis que le président du parti, Victor Ponta, a annoncé le limogeage de Şova de son poste de porte-parole.
Depuis 2017, le parti, avec ses membres de sa coalition, l'alliance des démocrates et des libéraux et l'union démocrate magyare de Roumanie, tente de faire adopter une série de lois controversées relatives au système judiciaire. La Roumanie a ainsi rejoint le camp des États membres de l’UE qui bafouent l’État de droit. Cela a conduit la Commission européenne à émettre à l’encontre de la Roumanie plusieurs avertissements y compris celui de porter l’affaire devant la Cour de Justice de l’UE. Dans un avis préliminaire, la commission de Venise note que les modifications pourraient porter atteinte à l'indépendance des juges et des procureurs. Cette initiative de la coalition actuelle est à la base des manifestations anti-corruption de 2017. En 2022, le PSD tente toujours avec ses partenaires de coalition de préserver les modifications litigieuses apportées au Code pénal et au Code de procédure pénale en 2017 même si celles-ci sont contraires au droit de l’UE et même si le non-respect de l’État de droit par un État membre entraînera la suspension des fonds européens octroyés à la Roumanie.

## Membres notables

### Présidents
| Nom             | Nom                    | Mandat      | Remarque                                                                                       |
| --------------- | ---------------------- | ----------- | ---------------------------------------------------------------------------------------------- |
|                 | Oliviu Gherman         | 1992-1997   | Professeur                                                                                     |
| Ion Iliescu     | Ion Iliescu            | 1997-2000   | Président de la Roumanie (1990-1996 ; 2000-2004)                                               |
| Adrian Năstase  | Adrian Năstase         | 2000-2005   | Premier ministre (2000-2004)                                                                   |
| Mircea Geoană   | Mircea Geoană          | 2005-2010   | Président du Sénat (2008-2011)                                                                 |
| Victor Ponta    | Victor Ponta           | 2010-2015   | Premier ministre (2012-2015)                                                                   |
| Rovana Plumb    | Rovana Plumb (intérim) | 2015        | Ministre du Travail et de la Protection sociale (2014-2015)                                    |
| Liviu Dragnea   | Liviu Dragnea          | 2015-2019   | Par intérim jusqu'au 12 octobre 2015 Président de la Chambre des députés (2016-2019)           |
| Viorica Dăncilă | Viorica Dăncilă        | 2019        | Par intérim jusqu'au 29 juin 2019 Première ministre (2018-2019)                                |
| Marcel Ciolacu  | Marcel Ciolacu         | 2019-2025   | Par intérim jusqu'au 24 août 2020 Président de la Chambre des députés (2019-2020 ; 2021-2023)  |
| Sorin Grindeanu | Sorin Grindeanu        | depuis 2025 | Par intérim depuis le 20 mai 2025 Ministre des Transports et des Infrastructures (depuis 2021) |

### Premiers ministres issus du parti
- Nicolae Văcăroiu, 4 novembre 1992-12 décembre 1996
- Alexandru Athanasiu, 14 décembre 1999-22 décembre 1999, intérim
- Adrian Năstase, 28 décembre 2000-21 décembre 2004
- Eugen Bejinariu, 21 décembre 2004-28 décembre 2004, intérim
- Victor Ponta, 7 mai 2012-5 novembre 2015
- Sorin Grindeanu, 4 janvier 2017-29 juin 2017
- Mihai Tudose, 29 juin 2017-16 janvier 2018
- Mihai Fifor, 16 janvier 2018-29 janvier 2018, intérim
- Viorica Dăncilă, 29 janvier 2018-4 novembre 2019

## Résultats électoraux

### Élections parlementaires
| Année | Chambre des députés | Chambre des députés | Sénat            | Sénat            | Gouvernement |
| Année | %                   | Mandats             | %                | Mandats          | Gouvernement |
| ----- | ------------------- | ------------------- | ---------------- | ---------------- | --- |
| 1992  | 27,7                | 117 / 341           | 28,3             | 49 / 143         | Văcăroiu |
| 1996  | 21,5                | 91 / 343            | 23,1             | 41 / 143         | Opposition |
| 2000  | 36,6                | 155 / 345           | 37,1             | 65 / 140         | Năstase |
| 2004  | 36,8                | 113 / 332           | 37,2             | 57 / 137         | Opposition (2004-2007), soutien externe (2007-2008)                                                                            |
| 2008  | 33,1                | 114 / 334           | 23,1             | 49 / 147         | Boc I (2008-2009), opposition (2009-2012), Ponta I (2012)                                                                      |
| 2012  | au sein de l'USL    | au sein de l'USL    | au sein de l'USL | au sein de l'USL | Ponta II (2012-2014), III (2014) et IV (2014-2015), soutien externe (2015-2017)                                                |
| 2016  | 45,48               | 154 / 329           | 45,68            | 67 / 136         | Grindeanu (2017), Tudose (2017-2018) et Dăncilă (2018-2019), opposition (2019-2020), soutien externe (2020), opposition (2020) |
| 2020  | 28,90               | 110 / 330           | 29,32            | 47 / 136         | Opposition (2020-2021), Ciucă (2021-2023), Ciolacu I (2023-2024)                                                               |
| 2024  | 21,86               | 86 / 331            | 22,32            | 37 / 136         | Ciolacu II (2024-2025), Bolojan (depuis 2025)                                                                                  |

### Élections présidentielles
| Année | Candidat        | 1er tour | 2d tour      |
| ----- | --------------- | -------- | ------------ |
| 1992  | Ion Iliescu     | 47,2 %   | 61,4 % (élu) |
| 1996  | Ion Iliescu     | 28,2 %   | 45,6 %       |
| 2000  | Ion Iliescu     | 36,4 %   | 66,8 % (élu) |
| 2004  | Adrian Năstase  | 40,9 %   | 48,8 %       |
| 2009  | Mircea Geoană   | 31,2 %   | 49,7 %       |
| 2014  | Victor Ponta    | 40,4 %   | 45,6 %       |
| 2019  | Viorica Dăncilă | 22,3 %   | 33,9 %       |
| 2024  | Marcel Ciolacu  | 19,1 %   | Annulée      |
| 2025  | Crin Antonescu  | 20,1 %   |              |

### Élections européennes
| Année | %    | Mandats | Rang | Tête de liste   | Groupe |
| ----- | ---- | ------- | ---- | --------------- | ------ |
| 2007  | 23,1 | 10 / 35 | 2e   | Titus Corlățean | PSE    |
| 2009  | 31,0 | 10 / 33 | 1re  | Adrian Severin  | S&D    |
| 2014  | 37,6 | 12 / 32 | 1re  | Corina Crețu    | S&D    |
| 2019  | 23,4 | 9 / 33  | 2e   | Rovana Plumb    | S&D    |
| 2024  | 48,5 | 10 / 33 | 1re  | Mihai Tudose    | S&D    |